# Kojetín (Havlíčkův Brod)
Kojetín es una localidad del distrito de Havlíčkův Brod en la región de Vysočina, República Checa, con una población estimada a principio del año 2018 de 159 habitantes. 
Se encuentra ubicada al norte de la región, cerca de la orilla del río Sázava —un afluente derecho del río Moldava— y de las regiones de Bohemia Central y Pardubice.